# Bombardamenti di Rostock
I bombardamenti di Rostock, condotti dal Bomber Command della RAF dalla notte del 23 aprile a quella del 26 aprile 1942, furono una serie di bombardamenti a tappeto facenti parte di una campagna aerea pianificata per radere al suolo le città tedesche durante la seconda guerra mondiale onde disarticolare il tessuto economico, civile e morale del Terzo Reich. Esso cagionò estesa distruzione al patrimonio edilizio ed artistico dell'antica città e dei quartieri residenziali e la morte di molti civili, mentre numerosi altri rimasero senza casa e lavoro.
Tale tipo di attacco sarà ripetuto circa un mese dopo negli immensi raid dell'operazione Millennium e culminerà nelle più tarde incursioni di Amburgo e di Dresda.

## Storia
Dopo il riuscito bombardamento a tappeto di Lubecca avvenuto la notte del 28 marzo 1942 Arthur Harris, comandante in capo del Bomber Command dal 22 febbraio dello stesso anno, progettò di colpire Rostock non con un singolo attacco, ma con una serie di attacchi consecutivi. Rostock, d'altronde, aveva come Lubecca un centro storico costruito prevalentemente in legno e una scarsa difesa antiaerea.
Il primo attacco si verificò la notte del 23 aprile 1942 e vi parteciparono 161 bombardieri, 18 dei quali avevano il compito di distruggere le fabbriche aeronautiche Heinkel mentre agli altri fu assegnato come obiettivo il centro storico. Il raid fu un insuccesso perché la maggior parte delle bombe cadde a circa 10 km dalla città vecchia e la Heinkel fu mancata completamente. La notte successiva, quella del 24 aprile, tornarono sulla città 125 bombardieri della RAF (91 sul centro della città e 41 sulla Heinkel) e al ritorno alle basi 112 equipaggi dichiararono di aver centrato i bersagli. In realtà gran parte di loro aveva sorvolato una parte diversa della città mancando dunque gli obiettivi primari.
Il terzo attacco, eseguito la notte del 25 aprile, fu un concreto passo avanti per il Bomber Command: 126 equipaggi su 128 dichiararono di aver colpito il centro storico o la Heinkel e in effetti, grazie anche alla grande concentrazione dell'attacco, la ricognizione fotografica della mattina del 26 aprile confermò le loro parole. L'ultima incursione fu anche la più disastrosa per Rostock. La notte del 26 aprile volarono sulla città del Meclemburgo-Pomerania Anteriore 107 aerei (52 contro Rostock-città e 55 contro la Heinkel) e 92 di loro centrarono in pieno i bersagli, in un arco di tempo di un'ora e, nel caso della Heinkel, volando dai 60 ai 200 m di altitudine.
Il primo ministro Winston Churchill si complimentò pubblicamente con Harris alla fine dei bombardamenti, anche per ringraziarlo del raid su Lubecca.

## Danni e vittime
In quattro incursioni il Bomber Command inviò un totale di 521 bombardieri, 468 dei quali sganciarono 449 tonnellate di bombe convenzionali e 310 tonnellate di bombe incendiarie. Dodici aerei vennero persi.
Il 32% del centro di Rostock (90 ettari) andò distrutto e la città vecchia per il 70%. Tre importanti chiese risultarono danneggiate, ma la sciagura si riversò principalmente su quartieri residenziali ed edifici pubblici. Circa 1.800 case crollarono completamente e morirono circa 2.000 persone, anche se il numero preciso non è mai stato conosciuto. Per alcuni giorni l'80% della popolazione (cioè quasi 98.400 persone) fu evacuata in attesa che le squadre antincendio spegnessero i fuochi. La Heinkel, l'Arado e altre industrie incassarono una discreta quantità di bombe ma la loro produttività non calò in maniera sostanziale; idem per le ferrovie.